# Децима
Децима (лат. decima — десята), або Еспінела (за прізвищем іспанського поета XVI ст. В. Еспінела) — десятирядкова строфа зі сталою схемою римування: аббааггддг. Перший чотиривірш мав зв'язку ліричної колізії, останні — її розв'язку. Децима вживалась в іспанській поезії і як віршована форма глоси. Подеколи, передусім у російській поезії (Г. Державін, О. Радищев), терміном «децима» називали десятирядкову одиничну строфу, найчастіше з чотиростопним хореєм, де сполучався чотиривірш (абаб) із шестивіршем (ггдеед). Нею користувались й українські поети, зокрема вона становить структурну основу поеми «Енеїда» Івана Котляревського, написаної чотиристопним ямбом. До децими звертались й інші українські поети, Юрій Клен в епопеї «Попіл імперій» (у 3-й ч.), що зумовлювалося композиційними потребами цього твору: 
[…]Зі звички буду тільки ямбом
Вам баналюки тут плести.
Та й то лиш чотиристоповим: 
пан Котляревський нам писав, 
коли мене відн славословив, 
коли гекзаметр занедбав.
Строфа — мій віз, рядки — колеса, 
а тих коліс у возі десять.
Їх ритмом-ободом стягніть, 
Мастіть їх дьогтем — серця кров'ю
і рими-шпиці яворові
мені крутити поможіть.
Ці слова Юрій Клен вкладає в уста Енеєві, котрий зголошується бути поводирем у радянських концтаборах.